# Hotel Neretva

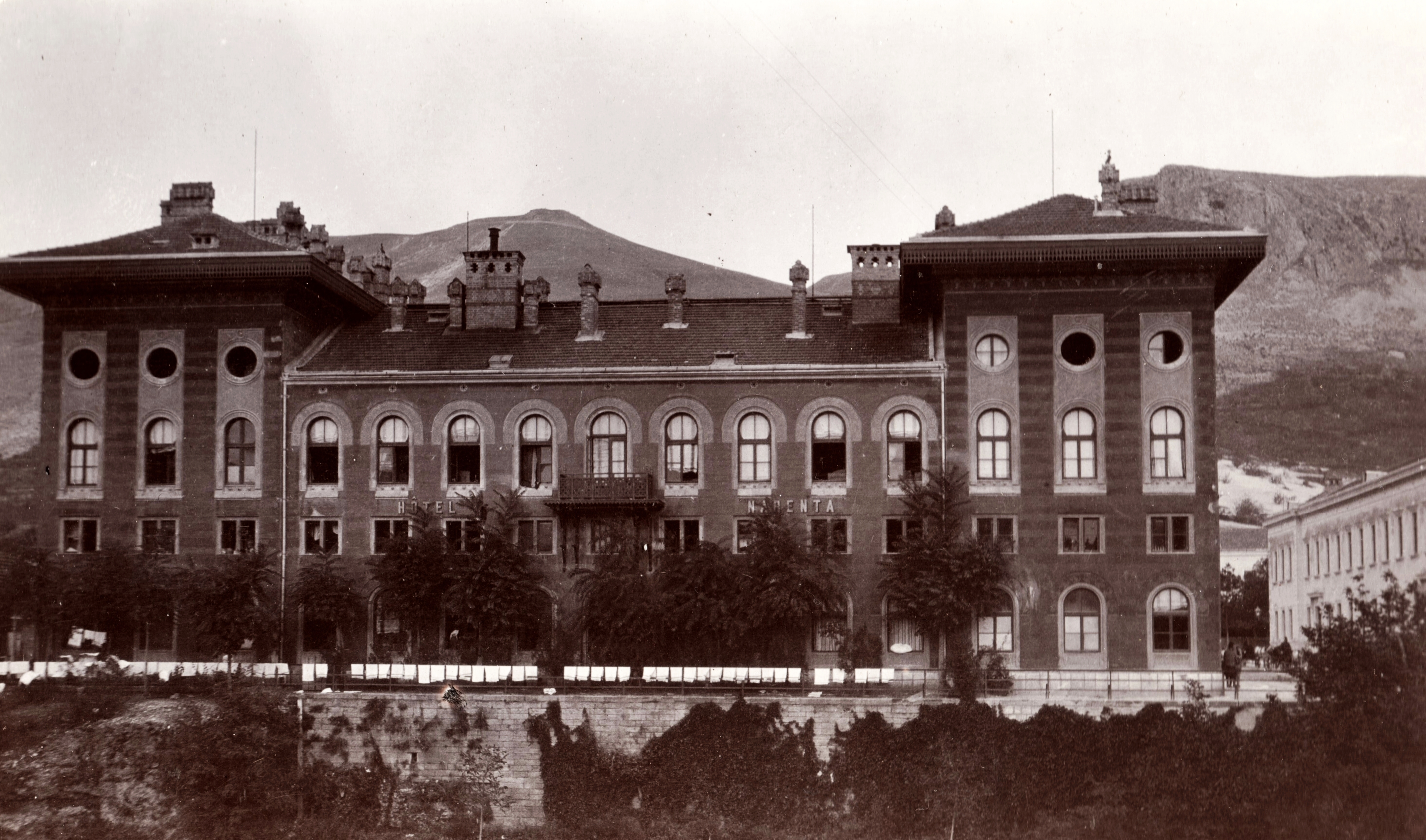
Pohled na hotel v roce 1903.

Hotel Neretva, dříve známý též jako Hotel Narenta stál v centru města Mostar v Bosně a Hercegovině. Nacházel se v samém centru města, u Mostu Musala, na třídě Mostarskog bataljona ve východní části města. Kdysi symbol rakousko-uherské etapy rozvoje města byl zničen během války v Bosně a Hercegovině.
Nápadná budova hotelu byla jedním ze symbolů města; její průčelí se vypínalo nad úzkým údolím řeky Neretvy, podle níž dostal hotel své jméno. Často se objevuje na řadě historických fotografií města Mostaru.

## Historie
Hotel byl vybudován v letech 1890 až 1892 podle návrhu architekta Alexandra Witteka v pseudomaurském stylu. Nápadný byl především díky fasádě, střídající žlutou a oranžovou/červenou barvu.
Hotel byl později rozšířen o moderní přístavby, balkony (v 20. letech 20. století) a terasu (v 50. letech 20. století). Terasu projektoval architekt Miroslav Loose. V hotelu přebývali významní hosté; František Josef I. i Josip Broz Tito.
Po poničení v poslední bosenské válce byla v roce 2019 zahájena obnova stavby, která má být dokončena roku 2021. Vzhledem k tomu, že budova hotelu je kulturní památkou, bylo rozhodnuto, že rekonstrukce jí musí vrátit původní podobu. Stavební práce jsou realizovány nákladem 8,7 milionů eur.